# 瓊·達伊·波德瓦爾森
瓊·達伊·波德瓦爾森（1992年5月25日—）是一位冰島足球運動員，場上司职右邊鋒与中場，并代表冰岛參加国际比賽。